# Eleonor Constant d'Amphernet
Pour les articles homonymes, voir Constant.
Eléonor Constant, baron d'Amphernet, seigneur de Kermadého, né à Mortain le 20 novembre 1747, mort à Quimper le 9 janvier 1796, est un militaire français et un chef chouan pendant la Révolution française.

## Biographie
Fils de Georges-Michel d'Amphernet, seigneur de Bures et de Bertot, gouverneur de la ville de Mortain et de Jeanne-Pauline du Gretz.
Il épouse en mars 1774 Noëlle-Désirée Le Flo de Branho.

### Ancien Régime
D'Amphernet fut capitaine de cavalerie dans la garde ordinaire du roi, compagnie d'ordonnance des gendarmes bourguignons, puis capitaine de la compagnie des gardes-côtes de Quimper puis de Rosporden en 1767.
Franc-maçon, il fut l'un des membres créateurs de la loge maçonnique La Parfaite Union à Quimper et député de la noblesse au Parlement de Bretagne en 1786.

### Chouannerie
Il n'émigre que très tard. Il rejoignit le régiment du Dresnay, puis se retrouve à Jersey avec son cousin Antoine-Henry d'Amphernet de Pontbellanger, et le chevalier de Tinténiac pour préparer le débarquement des émigrés à Quiberon. Il participe à la mobilisation et au déplacement sur l'île de plusieurs centaines de paysans[réf. nécessaire].
Après le débarquement, il combat lors des guerres de la Chouannerie et tente d'organiser des troupes de chouans dans le Finistère.
Capturé, il est fusillé par les Républicains le 9 janvier 1796 à Quimper,.

## Source partielle
- Mortain pendant la terreur, 4-6, par Hippolyte Sauvage, Impr. de J. Durand (Avranches),1898-1901.